# Zombificación bancaria
Zombificación bancaria es cuando una entidad financiera es rescatada por el Estado puede ocurrir que deje de operar con normalidad al depender del dinero público para su funcionamiento. El resultado es que no concede créditos y por lo tanto no obtiene beneficios. Cada vez necesita más apoyo estatal para seguir abierto perjudicando al contribuyente y a los demás bancos. La aportación inicial para el rescate suele financiarse con deuda pública lo que incrementa los costes del rescate de manera significativa. También puede sobrevenir si las autoridades monetarias proveen de liquidez a unos tipos tan bajos que la banca se ve incentivada a prestar en sectores con dudosa rentabilidad como son las compras masivas de deuda soberana con una rentabilidad muy baja. Al mismo tiempo se restringe el crédito a empresas. Al final la economía tiene sectores sobreendeudados y con baja productividad. 
Un ejemplo de "zombificación bancaria" se produjo con la crisis bancaria de Japón iniciada en 1990 con una deuda pública que superó el 240 % del PIB (2014).
El concepto ha sido utilizado por el Catedrático de la Universidad de Columbia, Xavier Sala i Martín, para analizar la crisis financiera europea exponiendo varios paralelismos con los muertos vivientes. Defiende que los bancos quebrados deberían ser liquidados y obligados a cerrar sus puertas siempre que se garanticen los depósitos de menos de 100.000 euros.  Cuando son mantenidos por el Estado, los 'zombis bancarios' tienen serias dificultades para encontrar clientes, depositantes y créditos mayoristas, por lo que no pueden conceder créditos ni a particulares ni a empresas, explica. 
Un nuevo paso de este proceso de zombificación sería el cobro por los depósitos iniciado por algunos bancos en 2016.

## La zombificación en España
La política del BCE con unos costes de financiación muy bajos hace que los bancos prefieran refinanciar «renovar» préstamos viejos antes que conceder otros nuevos con lo cual la necesaria reestructuración de la economía española se retrasa al impedir que surjan proyectos de inversión que tiren de la economía. En 2013 Goldman Sachs advirtió del riesgo de 'zombificación' de la banca española.